# Solanum cinnamomeum
Solanum cinnamomeum là một loài thực vật thuộc họ Solanaceae. Đây là loài đặc hữu của Brasil.